# Oreodera graphiptera
Oreodera graphiptera là một loài bọ cánh cứng trong họ Cerambycidae.